# 尤加希克 (阿拉斯加州)
尤加希克（英語：Ugashik）是位於美國阿拉斯加州湖泊-半島自治市鎮的一個非建制地區和人口普查指定地區。根據2010年美國人口普查，該地共人口12人，而該地的面積約為644.10平方千米。

## 地理
尤加希克的座標為57°32′03″N 157°16′08″W / 57.53417°N 157.26889°W，而該地的平均海拔高度為9米（即30英尺）。